# Chanke
Chanke oder Khanke (auch Khanik oder Khaneq, kurmandschi Xankê, arabisch خانك) ist eine jesidische Stadt im Semile-Distrikt in der irakischen Provinz Dahuk. Die Stadt liegt ca. 20 km südwestlich von Dohuk in der Autonomen Region Kurdistan. Der Ort befindet sich in der seit 1991/1992 bestehenden Demarkationszone zwischen dem Irak und Irakisch-Kurdistan und liegt auf kurdisch verwaltetem Gebiet. Chanke war ein sogenanntes Modelldorf für Jesiden und entstand in den 1980er Jahren am Reißbrett. Für die Ansiedlung der Jesiden wurden andere jesidische Dörfer entvölkert.

## Bevölkerung
Zu der Bevölkerung Chankes zählen hauptsächlich Jesiden. Seit 1999 ist zu beobachten, dass die jesidische Bevölkerung vertrieben wird und arabische Bevölkerung angesiedelt wird.

## Geschichte
Das ursprüngliche Dorf Chanke wurde 1985 zu einem „Modelldorf“ (muǧammaʿāt) umfunktioniert. Bis 1987 wurden die Bewohner aus 14 jesidischen Dörfern und einige Angehörige des Haweri-Stammes vertrieben und in das „Modelldorf“ Chanke umgesiedelt. Im Gegenzug wurden arabische Stämme in den ursprünglichen jesidischen Dörfern angesiedelt.
In Chanke wurden nach der Massenflucht der Jesiden aus der Sindschar-Region 2014 ein Flüchtlingslager für die Jesiden errichtet. Das Flüchtlingslager besteht aus Zelten, die unter anderem von dem Hochkommissar der Vereinten Nationen für Flüchtlinge bereitgestellt wurden. In diesem Lager haben viele Jesiden Zuflucht gefunden, wo sie auch noch bis heute leben. Über 80.000 jesidische Flüchtlinge aus Sindschar leben derzeit in Chanke.